# Quatuor Amar
Pour les articles homonymes, voir Amar.

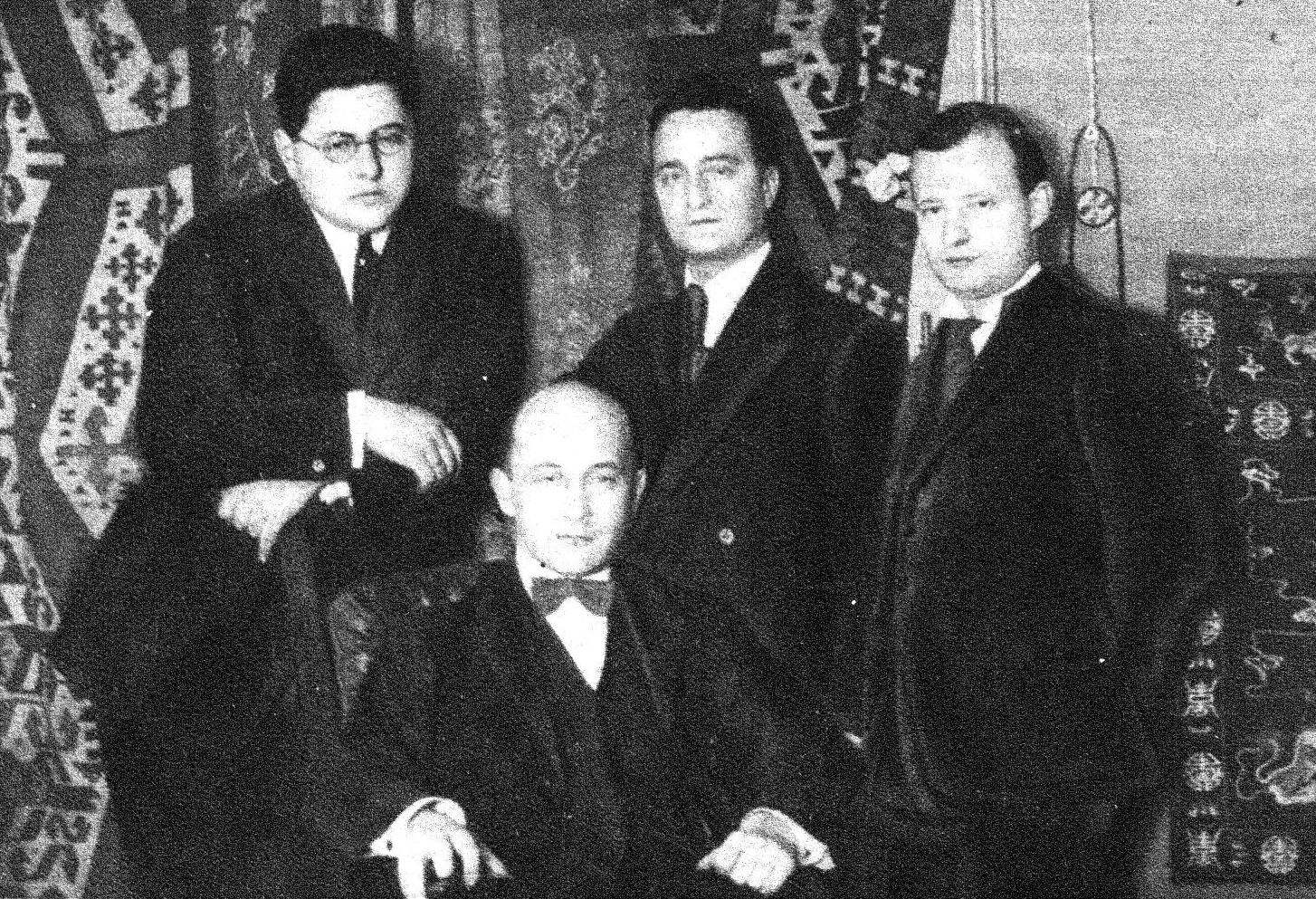
Quatuor Amar en 1922 (de gauche à droite : Maurits Frank, Licco Amar, Walter Caspar et Paul Hindemith)

Le Quatuor Amar, aussi connu sous le nom de Quatuor Amar-Hindemith, est un quatuor à cordes fondé par le compositeur Paul Hindemith en 1921 en Allemagne. Il a été très actif à la fois dans le répertoire classique et moderne jusqu'à sa dissolution en 1929.
Un quatuor à cordes fondé en 1987 par les sœurs Anna Brunner et Maja Weber a adopté ce nom en 1995 en hommage à Hindemith. Ses membres jouent sur des instruments de Stradivarius et sont très actifs dans le domaine de la musique contemporaine.

## Membres
Premier violon
- Licco Amar (1921-1929)

Second violon
- Walter Caspar (1921-1929)

Alto
- Paul Hindemith (1921-1929)

Violoncelle
- Rudolf Hindemith (1921)
- Maurits Frank (1922-1924)
- Rudolf Hindemith (1924-1927)
- Maurits Frank (1927-1929)

## Historique
Aux alentours de 1914, Paul Hindemith, diplômé du Conservatoire Hoch de Francfort-sur-le-Main, avait obtenu la place de second violon dans le Quatuor Rebner de Francfort, dirigé par son professeur de violon Adolf Rebner. Il continua à jouer dans des quatuors pendant son service militaire puis après la guerre il décida de tenir la place d'altiste. Il avait écrit des quatuors à cordes en 1915 (opus 2) et 1918 (opus 10), et en 1920 il en compose un autre (opus 16) qui devait être exécuté lors du nouveau festival de Donaueschingen en 1921. Mais Gustav Havemann, le premier violon du Quatuor Havemann, refusa de jouer l’œuvre, et Hindemith fut obligé de former un ensemble pour en faire la création. Il choisit son jeune frère Rudolf (dédicataire de l’œuvre) pour faire la partie de violoncelle et recruta Licco Amar, diplômé du Conservatoire de Budapest et premier violon solo de l'Orchestre philharmonique de Berlin (1915-1920) puis du Théâtre national de Mannheim comme premier violon et Walter Caspar comme second violon.
La création a été dûment réalisée, et en 1922 le Quatuor est devenu permanent et a commencé à donner des récitals spécialisés dans la musique moderne, et fut bientôt très demandé. Rudolf Hindemith, qui trouvait que travailler sous l'autorité de son frère était gênant, partit et fut remplacé, mais il revint pour une période au cours de laquelle les enregistrements du Quatuor ont été faits et les débuts à Londres (parrainés par la BBC) donnés (en décembre 1926). Peu après, il partit définitivement.
En 1995, un nouveau Quatuor Amar a été fondé à Zurich à l'occasion du centenaire de la naissance d'Hindemith et a enregistré une intégrale des quatuors de celui-ci (pour Naxos) qui a reçu un Diapason d'or.

## Enregistrements
Le Quatuor Amar a réalisé quelques enregistrements pour le label Polydor Records, notamment :
- Beethoven : Quatuor en fa mineur opus 95 (Polydor)
- Mozart : Quatuor en mi bémol majeur K 428 (Polydor)
- Bartók : Quatuor n°2 (Polydor 66425-8)

(Les trois items précédents ont été réédités en CD en tant que Arbiter 139.)
- Hindemith : Quatuor n°3 opus 22 (Polydor 66422-4)
- Hindemith : Trio à cordes n°1 opus 34, premier et troisième mouvements (trio Amar-Hindemith) (Polydor 66573-4)
- Mozart : Quatuor en ré mineur K 421, second et troisième mouvements (Polydor 9351)
- Mozart : Quatuor en fa majeur (Polydor 66416-8)

## Sources
- (en) Cet article est partiellement ou en totalité issu de l’article de Wikipédia en anglais intitulé « Amar Quartet » (voir la liste des auteurs).
- A. Eaglefield-Hull, A Dictionary of Modern Music and Musicians (Dent, London 1924).
- R.D. Darrell, The Gramophone Shop Encyclopedia of Recorded Music (New York 1936).
- T. Potter, Amar Quartet (Arbiter Records 139, réédition), notes discographique.